# Jacinto Inácio Flach
Dom Jacinto Inácio Flach (Bom Princípio, 26 de fevereiro de 1952) é um bispo católico brasileiro, bispo da Diocese de Criciúma.

## Vida
De origem alemã, seus estudos primários foram feitos em sua cidade natal, e os secundários na cidade de Viamão. Ingressou no Seminário Maior Nossa Senhora da Conceição em Viamão, onde estudou Filosofia. Após, estudou no Teologia no Instituto Teológico da Pontifícia Universidade Católica do Rio Grande do Sul. De 1995 a 1997 freqüentou, em Roma, o Pontifício Instituto de Espiritualidade Teresianum, conseguindo a licença em Espiritualidade.
Foi ordenado sacerdote aos 36 anos 7 de maio de 1988. De 1988 a 1989, foi vigário paroquial na Paróquia de Santo Antônio, em Estrela. De 1990 a 1995 e, de 1997 até 2003, foi professor e diretor espiritual no Seminário Maior de Viamão. De 1991 até 2003 foi vigário na Paróquia Nossa Senhora da Conceição, também em Viamão.
No dia 12 de novembro de 2003, o Papa João Paulo II nomeou Dom Jacinto como bispo auxiliar de Porto Alegre com o título Gummi de Proconsolare. No dia 5 de fevereiro de 2004 foi ordenado bispo em sua cidade natal, durante as celebrações do centenário de nascimento do Cardeal Dom Vicente Scherer. Dom Jacinto escolheu como lema de vida episcopal: MISERICORDIAM NUNTIO VOBIS! (Anuncio-vos a misericórdia).
No dia 21 de fevereiro de 2004 assumiu o posto de Vigário Episcopal do Vicariato de Guaíba. Durante este período passou a acompanhar a Pastoral Presbiterial na Arquidiocese de Porto Alegre e no Regional Sul-3 da CNBB foi o bispo referencial da Catequese.
No dia 16 de setembro de 2009 o Papa Bento XVI o nomeou bispo diocesano de Criciúma, em Santa Catarina. Tomou posse como bispo de Criciúma, aos 13 de novembro de 2009.

## Lema e brasão
- Lema: MISERICORDIAM NUNTIO VOBIS! (Anuncio-vos a misericórdia).
- Brasão: O brasão episcopal de Dom Jacinto está dividido em três partes: azul, amarelo e vermelho. a) O azul – a cor e a letra “M” lembram Maria, Mãe de Misericórdia; o coração representa o amor misericordioso de Deus. b) O amarelo – a cor representa a riqueza espiritual; o ramo de oliveira a paz e a esperança; riquezas de um povo. c) O vermelho: lembra o amor misericordioso de Deus; o cajado do pastor representa a missão de apascentar o rebanho do Senhor; o anel simboliza a fidelidade com a Igreja de Cristo, e a dignidade do Filho Pródigo, que volta à casa do Pai. A Cruz Missioneira: sinal de salvação e esperança, lembra a evangelização.

## Ordenações Episcopais
Dom Jacinto foi coordenante na ordenação episcopal de:
- Rodolfo Luís Weber (2009)
- Onécimo Alberton (2015)
- Ângelo Ademir Mezzari, R.C.J. (2020)
- Juarez Albino Destro, R.C.J. (2023)